# Dionizij Aleksandrijski
Sveti Dionizij Aleksandrijski ali Sveti Dionizij Veliki, tudi Papež Dionizij Veliki, je bil aleksandrijski škof in patriarh; * okrog 200; † 17. november 265 Aleksandrija (Egipt, Rimsko cesarstvo).

## Življenjepis
Dionizij Aleksandrijski se je dopisoval z drugimi krščanskimi patriarhi in metropoliti; ohranilo se je le eno njegovo izvirno pismo, medtem ko je druga zabeležil zgodovinar Evzebij iz Cezareje.

## Nauk oSveti Trojici
V njegovem času se je papež Dionizij v Rimu spopadel z zmoto subordinacianizma; nekateri pisatelji so namreč zagovarjali podrejenost (subordinacijo) Sina Očetu. Prava besedna bitka se je o tem razvnela med že aleksandrijskim škofom Dionizijem in Sabelijem. Ker takrat pojmi še niso bili razčiščeni, sta oba zašla v zmoto; ko je rimski papež za to zvedel, je oba pisno opozoril na zmoto. Njegov soimenjak v Aleksandriji je smernice sprejel, Sabelij pa je ostal zakrknjen in se je zmota zadržala še tja do 5. stoletja. 
Papež Dionizij je 262 sklical v Rimu sinodo (cerkveni zbor), ki je razpravljala predvsem o odnosih v Sveti Trojici. 
Takrat se je v teologiji prvič pojavil grški izraz »homoousios«: Sin je »enega bistva« z Očetom. 

### Dionizij RimskipišeDioniziju Aleksandrijskemu
Dionizij Aleksandrijski je bil Origenov učenec ter škof v Aleksandriji, kjer se je vztrajno bojeval zoper herezijo sabelianizma, ki je zaradi poudarjene vere v enega Boga tajil troosebnost in trdil, da obstoji le trojni način javljanja enega Boga. V sporu s to herezijo je Dionizij tako poudarjal razlike med božjimi osebami, da so mu začeli očitati troboštvo. Za odločitev so aleksandrijski verniki prosili  papeža Dionizija. On je napisal za zgodovino papeškega primata izredno pomembno pismo po že omenjeni sinodi 262. V njem je zavrnil Sabelijevo razlikovanje treh božjih oseb, obenem pa tudi troboštvo. Poudaril pa je zlasti Kristusovo božanstvo.

Primerno pa je, da spregovorimo tudi proti tistim, ki božjo enoto, ta najvzvišenejši nauk božje Cerkve, delijo v nekakšne tri moči, ločena bistva in tri božanstva, trgajo to enoto in jo razbijajo. Slišal sem namreč, da pri vas nekateri oznanjevalci in učitelji božje besede zagovarjajo to mnenje. Ti stoje tako rekoč na čisto drugem krilu nasproti Sabelijevemu mnenju. Kajti ta bogokletno govori, ko pravi: Sin je Oče in narobe. Oni pa oznanjajo v nekem pomenu tri bogove, ko sveto enoto delijo v tri različne, med seboj popolnoma ločene samobitnosti. Nujno je namreč, da je božja Beseda združena z Bogom vesolja in da tudi Sveti Duh ostane in prebiva v Enem, to je v vsemogočnem Bogu vseh stvari, kakor v nekakšnem vrhuncu. Kajti nauk nespametnega Marciona, ki (božjo) monarhijo trga in razkraja v tri počela, je hudičev nauk, ne pa nauk pravih Kristusovih učencev in tistih, ki imajo veselje nad Zveličarjevim učenjem. Ti namreč dobro vedo, da sveto pismo sicer oznanja Trojico, da pa niti stara niti nova zaveza ne oznanja treh bogov.
Pismo nadalje razlaga neustvarjenost in večnost Besede (Logosa, Boga Sina):
Ne smemo torej čudovite in božje enote razcepljati v tri božanstva, pa tudi ne Gospodovega dostojanstva in njegove vse presegajoče veličine zmanjševati z besedo »stvar«. Verovati moramo marveč v Boga, vsemogočnega Očeta, in v Jezusa Kristusa, njegovega Sina, in v Svetega Duha. Treba je dalje verovati, da je Beseda (Logos) združena z Bogom vesoljstva. Kajti Beseda  pravi: »Jaz in Oče sva eno« (Jan 10,30), in: »Jaz sem v Očetu in Oče v meni« (Jan 14,10). Na ta način se ohrani tako božja Trojica kakor tudi nauk o božji enoti (božji monarhiji).
Aleksandrijski patriarh je pojasnilo hvaležno sprejel.